# Premier gymnasium classique de Saint-Pétersbourg

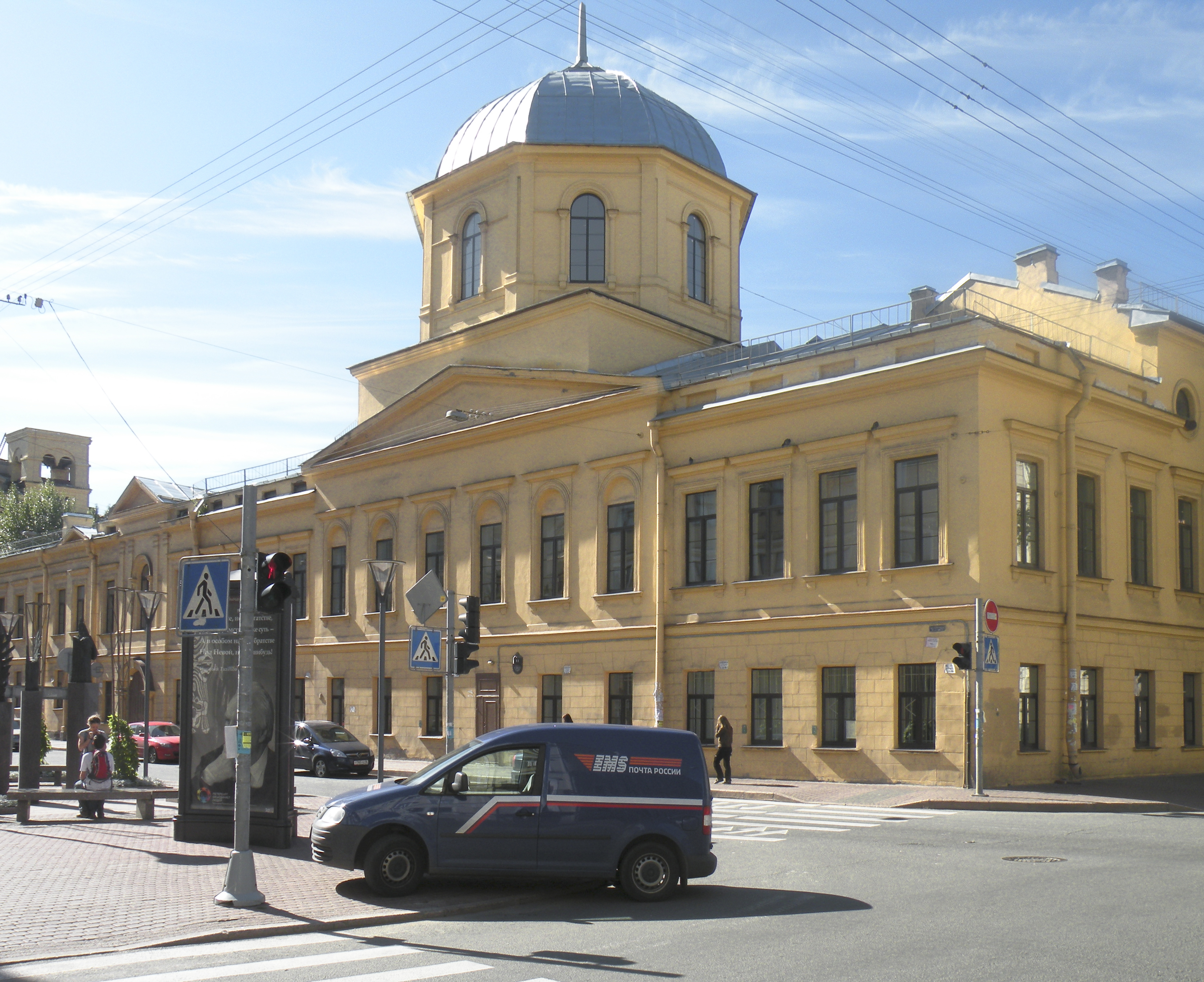
Façade de l'ancien gymnasium avec la coupole de l'ancienne chapelle.

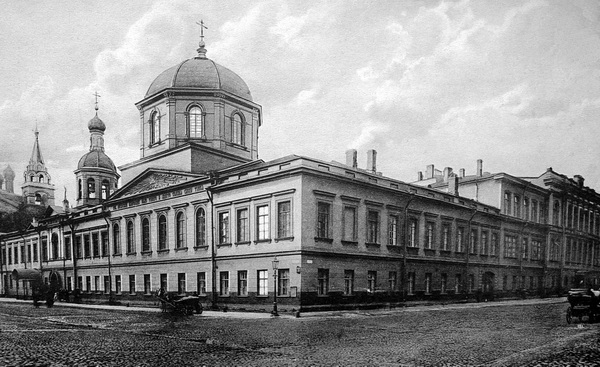
Vue de l'établissement vers 1910

Le lycée N°1 de Saint-Pétersbourg ou Premier gymnasium classique de Saint-Pétersbourg était un établissement d'enseignement secondaire de garçons, de type lycée classique, qui était considéré comme l'un des plus prestigieux de Saint-Pétersbourg. Il changea plusieurs fois de dénomination au cours des ans. Il préparait aux études classiques l'élite future de l'Empire russe.

## Historique

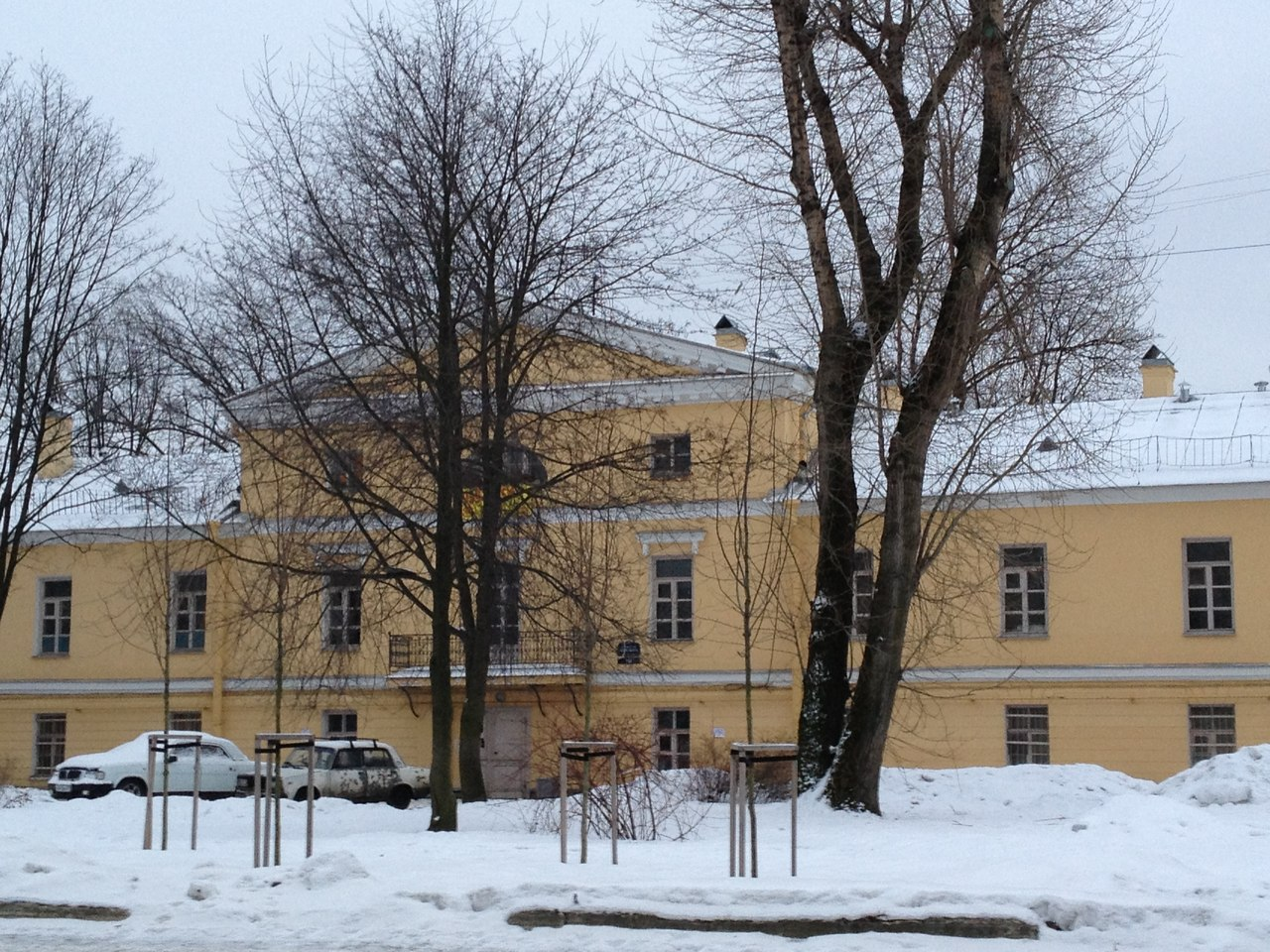
Vue de l'édifice qui abritait la Pension noble, au bord de la Fontanka.

Il a été fondé en 1817 sous le nom de Pension noble par un oukaze d'Alexandre Ier, puis il s'est appelé Premier gymnasium classique de Saint-Pétersbourg (1830) et lycée N°1 de garçons de Pétrograd en 1914. De juin 1915 à l'automne 1917, un hôpital militaire a été installé dans ses locaux, obligeant une partie des classes à recevoir leur enseignement dans d'autres bâtiments. Il cesse d'exister après la dernière promotion de mars 1918 et devient une école secondaire d'enseignement général mixte en septembre 1918, prenant le nom d' école soviétique unie N°52 (de deuxième degré) et, à partir de 1941, l'établissement est devenu l'école N°321, dénomination que cet établissement conserve de nos jours.
La pension se trouvait d'abord près de la Fontanka, puis a déménagé en 1821 à l'angle de la rue de Zvenigorod et de la rue Kabinetskaïa (aujourd'hui rue Pravda - ou en français de la Vérité). Un nouveau bâtiment a été édifié, un peu plus loin rue Ivanovskaïa au N°7 par Nicolas Benois en 1824-1828 et agrandi en 1838-1840. La chapelle du lycée est construite en 1841. Elle est transformée en chapelle paroissiale après la révolution, puis fermée au culte en 1923 et transformée en salle de gymnastique Le lycée, ou gymnasium, est entièrement reconstruit en 1893-1894 par Vassili Kossiakov en style néoclassique. Un complexe sportif avec piscine est construit en 1914-1916. Les bâtiments sont réaménagés en 1952.

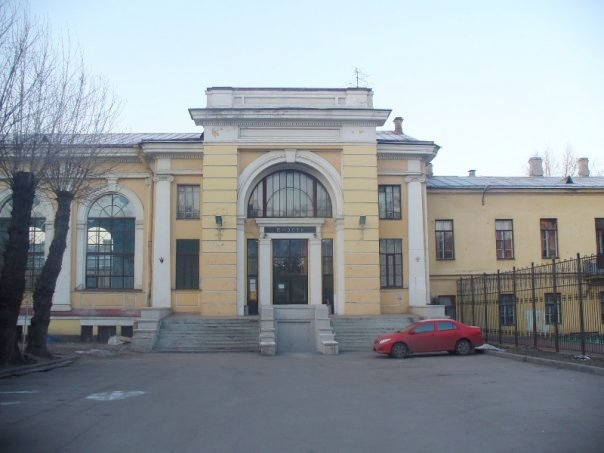
Entrée de la piscine construite en 1914
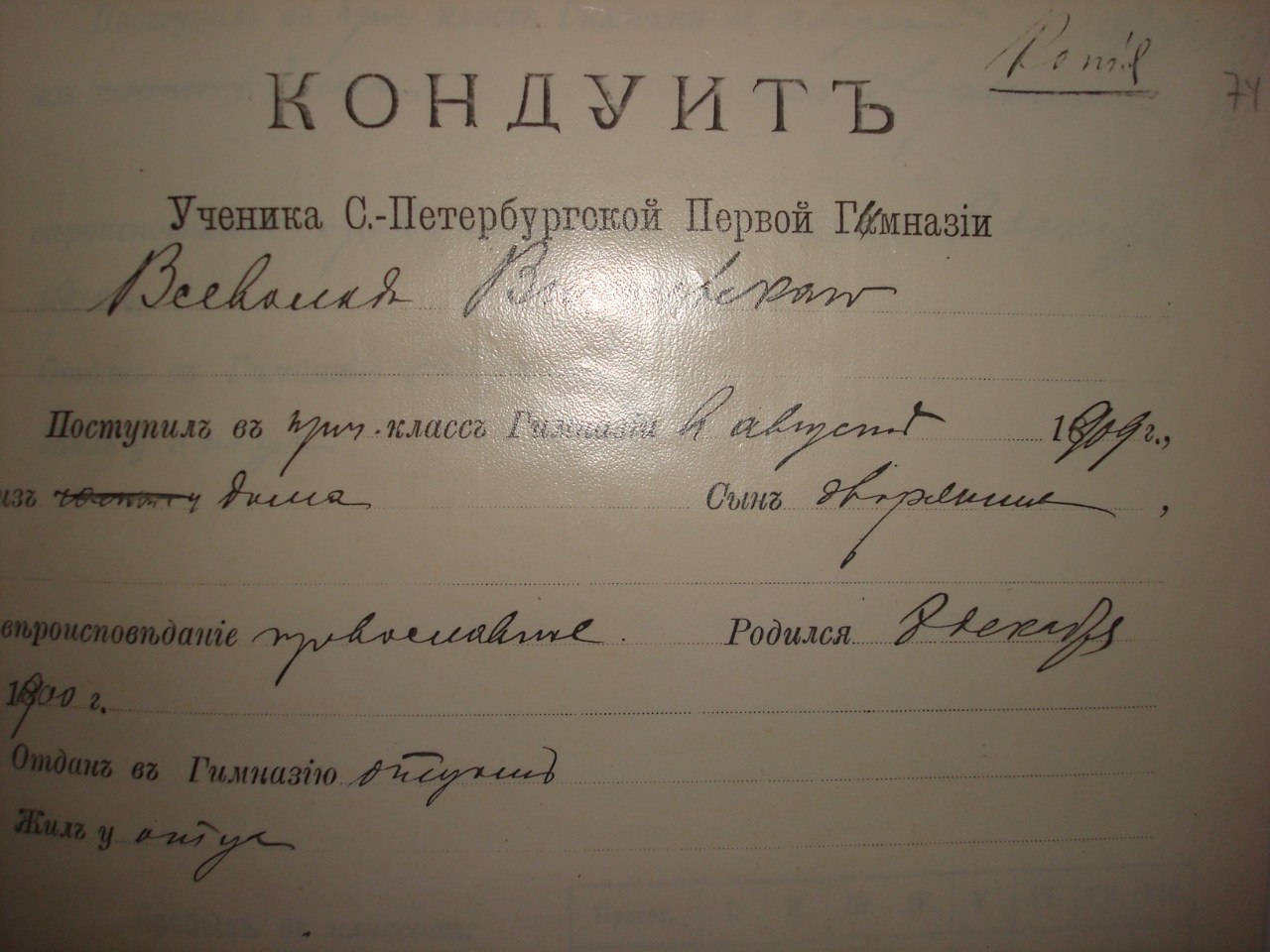
Première page du carnet de conduite de l'élève du 1er Gymnasium Vsevolod Vichnevski (1909), il est fait mention de sa condition, noble, et de sa religion, orthodoxe.
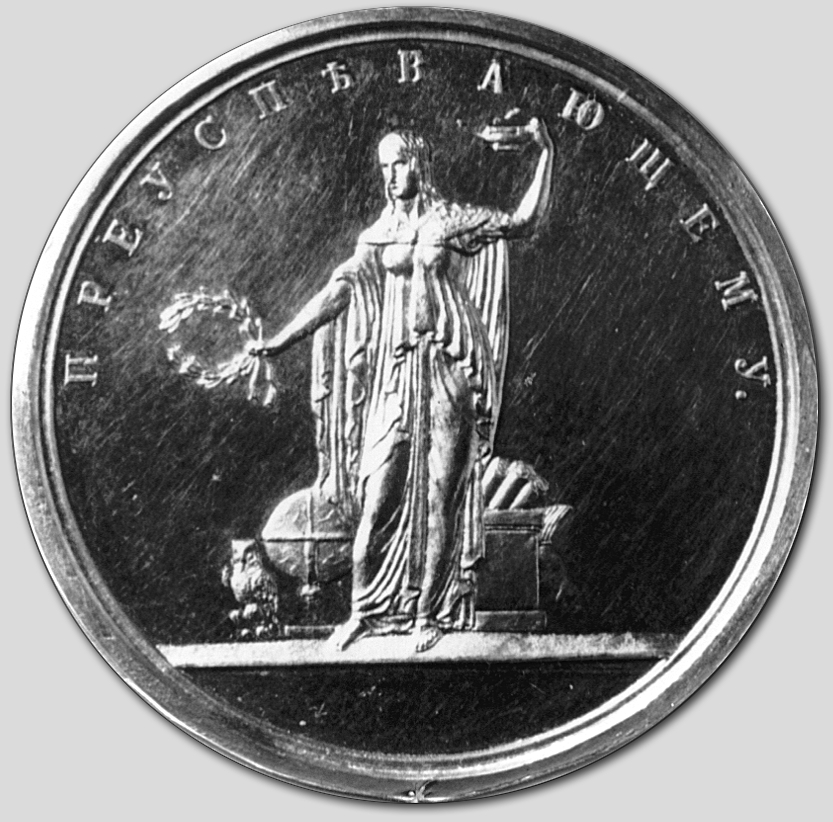
Médaille d'or qui était donnée de 1835 à 1918 aux meilleurs élèves à la sortie de la dernière classe du lycée
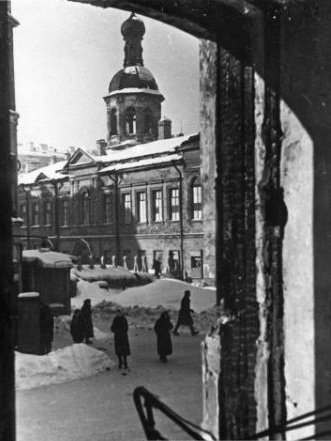
Vue de l'école n°321 (ex-Premier gymnasium) pendant l'hiver meurtrier 1941-1942 du siège de Léningrad

## Corps enseignant
- Catterino Cavos (musique)
- Alexandre Galitch (histoire et logique)
- Vladimir Hippius (lettres)
- Wilhelm Küchelbecker (lettres et latin)
- Alexandre Nikitenko (lettres)
- Piotr Pletniov (lettres)
- Ernst Raupach (lettres allemandes, philosophie et histoire)
- Anton Schiefner (grec et latin)
- Vladimir Smirnov (physique)
- Alexandre Vassiliev (grec et latin)
- Georg Gustav Ludwig von Wrangel (Droit)

## Élèves fameux

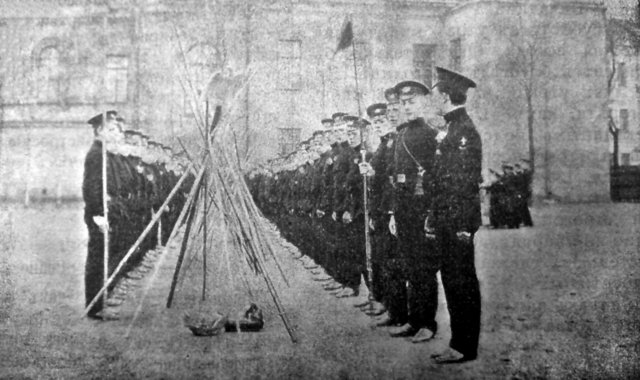
Troupe de scouts de lycéens dans la cour de l'établissement en 1911.

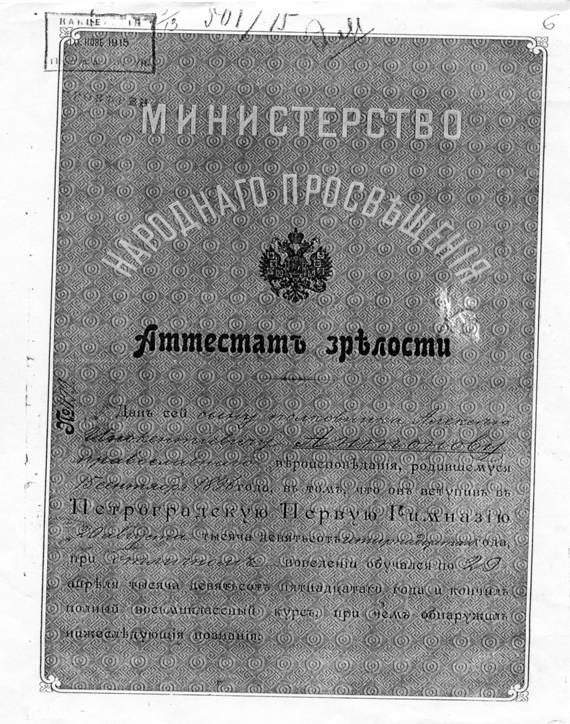
Certificat d'attestat (équivalent à l'Abitur en Allemagne et plus lointainement au baccalauréat en France) du lycéen du Premier gymnase de Petrograd, Alexeï Antonov (1915)

- Gueorgui Adamovitch
- Alexeï Antonov
- Andreï Beketov
- Nikolaï Beketov
- Ivan Bilibine
- Sergueï Dourov
- Evgueni Gerngross
- Mikhaïl Glinka
- Vladimir Golenichtchev
- Alexandre Golovnine
- Vladimir Hippius
- Dmitri Kabalevski
- Eugène Klimoff
- Andreï Krasnov
- Piotr Krasnov
- Eugène Lanceray
- Mikhaïl Lozinski
- Vladimir Lossky
- Ivan Panaïev
- Razoumnik Ivanov-Razoumnik
- Alexandre Serov
- Léon Thérémine
- Woldemar von Tiesenhausen
- Vladimir Vernadski
- Vsevolod Vichnevski
- Ivan Wyschnegradsky